# Lemat Kuratowskiego-Zorna
Lemat Kuratowskiego-Zorna, lemat Zorna – twierdzenie teorii mnogości, nazywane zwyczajowo lematem, dające pewien warunek dostateczny istnienia elementu maksymalnego w danym zbiorze częściowo uporządkowanym; znajduje ono wiele zastosowań w pozostałych działach matematyki, gdzie wykorzystywane jest w dowodach istnienia różnych obiektów (gdy szukany element, którego istnienie jest  postulowane, jest maksymalnym w pewnym zbiorze z częściowym porządkiem).
Lemat ten został sformułowany przez Kazimierza Kuratowskiego w 1922 roku oraz niezależnie przez Maxa Zorna w 1935 roku. Jest on równoważny aksjomatowi wyboru – każdy z nich można udowodnić przy pomocy drugiego (na gruncie aksjomatyki Zermela-Fraenkla teorii mnogości) – przy czym jest to jedna z bardziej użytecznych jego postaci (zob. pozostałe). Istnieją również dowody wykorzystujące równoważniki aksjomatu wyboru, np. twierdzenie Zermela, czy twierdzenie Hausdorffa o łańcuchu maksymalnym.

## Motywacja
Niekiedy zachodzi potrzeba udowodnienia istnienia obiektu matematycznego (który można postrzegać jako element maksymalny pewnego zbioru częściowo uporządkowanego). Dowód istnienia takiego obiektu można próbować przeprowadzić nie wprost zakładając, że nie ma wspomnianego elementu (maksymalnego), wykorzystując przy tym indukcję pozaskończoną oraz założenia sytuacyjne do tego, by wykazać sprzeczność. Lemat Kuratowskiego-Zorna służy wyklarowaniu założeń, które muszą być spełnione w danej sytuacji, aby można było wykorzystać takie rozumowanie. Tym samym lemat Kuratowskiego-Zorna umożliwia matematykom wyzbycie się konieczności każdorazowego powtarzania rozumowania indukcyjnego na rzecz sprawdzenia założeń lematu.

Jeśli konstruując obiekt matematyczny etapami okazuje się, że (i) nie skończyłeś nawet po nieskończenie wielu etapach oraz (ii) zdaje się, że nie ma nic, co mogłoby powstrzymać cię przed dalszym konstruowaniem, wówczas pomocny może okazać się lemat Kuratowskiego-Zorna.

## Twierdzenie
Zbiór {\displaystyle P} nazywa się częściowo uporządkowanym przez (dwuargumentową) relację {\displaystyle \preccurlyeq } (tzw. częściowy porządek), jeśli jest ona zwrotna ({\displaystyle x\preccurlyeq x}), antysymetryczna ({\displaystyle x\preccurlyeq y} oraz {\displaystyle y\preccurlyeq x} pociągają {\displaystyle x=y}) i przechodnia ({\displaystyle x\preccurlyeq y} oraz {\displaystyle y\preccurlyeq z} pociągają {\displaystyle x\preccurlyeq z}); jeśli {\displaystyle x\preccurlyeq y,} to element {\displaystyle y} nazywa się późniejszym od {\displaystyle x} (a element {\displaystyle x} nazywa się wcześniejszym od {\displaystyle y}).
Podzbiór {\displaystyle C} zbioru {\displaystyle P} nazywa się liniowo uporządkowanym, jeżeli dowolne jego dwa elementy można porównać za pomocą relacji {\displaystyle \preccurlyeq ;} zbiór {\displaystyle C} nazywa się wtedy łańcuchem w {\displaystyle P.} Element {\displaystyle u\in P} nazywa się ograniczeniem górnym łańcucha {\displaystyle C,} jeśli element {\displaystyle u} jest późniejszy od jakiegokolwiek innego elementu tego łańcucha.
Zbiór częściowo uporządkowany, w którym każdy łańcuch ma ograniczenie górne, nazywa się łańcuchowo zupełnym; element {\displaystyle m} nazywa się maksymalnym w zbiorze {\displaystyle P,} jeśli {\displaystyle m\preccurlyeq x} pociąga {\displaystyle x=m} dla dowolnego {\displaystyle x\in P.}
Twierdzenie Kuratowskiego-Zorna
W dowolnym niepustym zbiorze łańcuchowo zupełnym istnieje (co najmniej jeden) element maksymalny.
Wniosek
W dowolnej niepustej rodzinie zbiorów częściowo uporządkowanej relacją zawierania, do której należy suma każdego jej niepustego łańcucha, istnieje element maksymalny.